# Ито, Дзюнъя
Дзюнъя Ито (яп. 伊東 純也 Ито Дзюнъя, 9 марта 1993, Йокосука) — японский футболист, полузащитник французского клуба «Реймс» и национальной сборной Японии.

## Ранние годы
Родился 9 марта 1993 года в Йокосуке. Учился четыре года в Университете Канагавы в Иокогаме, играл за команду университета.

## Клубная карьера
После учёбы в университете начал играть в футбол в клубе «Ванфоре Кофу». Сезон Ито в клубе привлёк внимание скаутов клуба «Касива Рейсол». В январе 2016 года подписал контракт с клубом «Касива Рейсол».
31 января 2019 года был арендован на год бельгийским «Генком». 30 марта 2020 года подписал с «Генком» полноценный трёхлетний контракт.
29 июля 2022 года подписал контракт с французским клубом «Реймс».

## Карьера в сборной
В 2017 году дебютировал в составе национальной сборной Японии.
Был включён в состав сборной на чемпионат мира 2022 в Катаре, оформил голевую передачу.
Был включён в состав сборной на Кубок Азии 2023 в Катаре.

## Достижения
Генк
- Чемпионат Бельгии: 2018/19
- Кубок Бельгии: 2020/21[8]
- Суперкубок Бельгии: 2019